# یواس‌اس گروس (ای‌ام‌سی-۱۲)
یواس‌اس گروس (ای‌ام‌سی-۱۲) (به انگلیسی: USS Grouse (AMc-12)) یک کشتی بود که طول آن ۸۰ فوت (۲۴ متر) بود. این کشتی در سال ۱۹۳۸ ساخته شد.